# شاه منصور
شجاع‌الدین شاه‌منصور واپسین پادشاه سلسلهٔ آل مظفر بود که در سال ۷۹۵ (قمری) در نبرد با تیمور لنگ کشته شد و با مرگ وی، سلطنت آل مظفر به سرانجام خود رسید. وی برادرزاده و داماد شاه شجاع و همین‌طور برادر شاه یحیی مظفری بود.

## زندگی‌نامه
شاه منصور، فرزند شرف‌الدین مظفر و برادرزادهٔ شاه شجاع بود. تاریخ‌نویسان، ولادت او را ۷۴۵ یا ۷۴۶ ق/ ۱۳۴۵ یا ۱۳۴۶م نوشته‌اند. شاه منصور پیش از آن که به‌جای سلطان زین‌العابدین بر تخت فرمانروایی مظفریان بنشیند، فرمانروایی شوشتر را در دست داشت.
پس از تهاجم تیمور به اصفهان و شیراز و قتل‌عام مردم اصفهان در پی انتقام‌جویی، زین‌العابدین از شیراز گریخته و به شوشتر رفته بود. شاه منصور در بیرون شهر اقامتگاهی برای او فراهم کرد. چندی بعد شاه منصور، زین‌العابدین را با سرداران لشکرش به میهمانی دعوت کرد و چون همگی در مجلس حاضر شدند، آنان را دستگیر و زندانی کرد و لشکر شیراز را با خود همراه ساخت و رهسپار دیار فارس شد. شاه منصور پس از ورود به شیراز شاه یحیی را بیرون کرد و خود در ۷۹۰ق/ ۱۳۸۸م بر تخت نشست.
آن‌گاه زین‌العابدین را—که با تبانی با زندانبان خود از بند، رهایی جسته و شاه یحیی و گروهی از شاهزادگان آل مظفر را نیز به کمک خوانده بود—در نبرد شکست داد و بر بخش وسیعی از قلمرو مظفریان استیلا یافت. پس از آن به کرمان رفت و عموی خود عمادالدین احمد را پیام داد که تو و شاه یحیی دوستی خود را با تیمور بگسلید و پسران و سپاهیان خود را همراه من سازید تا به خراسان روم و نگذارم که تیمور از آب جیحون بگذرد؛ اگر نه، آمادهٔ کارزار باشید. عمادالدین، که جنگ با تیمور را بیهوده می‌دانست، به شاه منصور اندرز داد که از این سودا بگذرد. اما شاه منصور توجهی نکرد و پس از آن که بخشی از ایالت کرمان را تسخیر کرد، به یزد حمله برد. طی محاصره شهر، یکی از سردارانش به نام گرگین‌خان کشته شد و وی دلسرد شده، به رفسنجان رفت. شاه منصور همچنان در میان شهرهای کرمان، فارس، و اصفهان در تاخت و تاز بود که خبر حرکت مجدد تیمور از ماوراءالنهر را شنید.

## نبرد با تیمور
تیمور گورکان در روز شنبه ۱۴ محرم ۷۹۵ ق / ۳۰ نوامبر ۱۳۹۲ م از جیحون گذشت و در ۲۴ صفر / ۹ ژانویهٔ همان سال به مازندران رسید. شاه منصور که همواره سودای اخراج تیمور از ایران و حتی نبرد با او در ساحل رود جیحون را داشت، به شاهزادگان آل مظفر و امرای اطراف و حتی سلطان بایزید عثمانی نامه کرد که به او بپیوندند، اما از هیچ سوی، پاسخ مساعد نیامد. پس خود به تنهایی برای مقابله با تیمور اقدام کرد. وی نخست به اصفهان رفت و دژها و باروهای شهر را مستحکم کرد و گروهی از افراد سپاهش را مأمور حفاظت از کاشان نمود و از شاه یحیی یاری خواست، اما او همراهی نکرد.
شاه منصور شیراز را مرکز عملیات خود ساخت. چون لشکر تیمور به شوشتر رسید، شاه منصور، شیراز را تقویت و مردمش را برای حصارداری، تهییج کرد و خود با طرح جنگ نامنظم از شیراز بیرون شد و به فسا رفت، ولی بر اثر سرزنش پیرزنی که خروجش را از شهر، اشتباه انگاشته بود، به شیراز بازگشت. تیمور در روز دوشنبه ۱۰ جمادی‌الاول ۷۹۵ق/ ۲۴ مارس ۱۳۹۳م به دژ سفید که زین‌العابدین در آن‌جا زندانی بود رسید و او را نیک بنواخت. شاه منصور با دو هزار سوار آمادهٔ رزم با امیر تیمور شد. دژهای شهر را استوار و مردم را به پایداری تشویق کرد. اما در این هنگام یکی از امیران لشکرش به نام محمد بن زین‌العابدین به وی خیانت کرد و به تیمور پیوست. در نتیجه بیش از یک هزار تن سپاهی برای وی باقی نماند.

## سرانجام شاه منصور
سرانجام دو سپاه مظفری و تیموری در نیمهٔ جمادی‌الاول ۷۹۵ هجری قمری در نبرد گود پاتیله در سه فرسخی شمال شیراز، با هم مواجه شدند. شاه منصور دل بر مرگ نهاد و با رشادت و جانفشانی، در حملات پیاپی، گروهی از سپاهیان تیمور را از بین برد و آهنگ او کرد و شمشیری نیز بر کلاه‌خود تیمور زد، اما چون لشکر تیمور بی‌شمار بود، در پایان کار با همهٔ شجاعت و فداکاری شکست خورد و در گیر و دار نبرد جان باخت.
سر او را بریده نزد امیر تیمور بردند. پس از آن تیمور وارد شیراز شد و خزانه‌های آل مظفر را تصاحب کرد. امیران آل مظفر همگی به خدمت او روی آوردند، شاه یحیی از یزد، عمادالدین احمد و سلطان غیاث‌الدین محمد فرزندش را از کرمان و گروهی دیگر از سایر شهرها. پس از چندی، تیمور از نفوذ آن‌ها در ایالت‌های فارس، کرمان و اصفهان هراسان شد و فرمان داد که امیرزاده عمر شیخ بهادر، که از سوی او به فرمانروایی فارس گماشته شده بود، آنان را نابود کند. او نیز همهٔ افراد آل مظفر را در ۱۱ رجب ۷۹۵ ق. / مه ۱۳۹۳ م. که در روستای ماهیار اصفهان بودند، از دم تیغ گذراند. گفته‌اند که مادر شاه یحیی مهد علیا شاه خاتون جنازهٔ آنان را به یزد آورد و در مدرسهٔ خاتونیه که خود بنیاد نهاده بود به خاک سپرده شدند.
چند تن از دودمان مظفریان، از جمله سلطان زین‌العابدین و سلطان شبلی پسران شاه شجاع که هر دو نابینا بودند، از این کشتار، جان سالم به‌در بردند. آن دو به فرمان تیمور به سمرقند فرستاده شدند و تا سال‌ها پس از این واقعه در قید حیات بوده و سرانجام به مرگ طبیعی درگذشتند.

## شاه منصور در اشعار حافظ
وی ممدوح محبوب حافظ شیرازی بود و حافظ تعدادی از غزل‌ها، قطعات و مثنوی‌های خود را دربارهٔ او سروده‌است. در این اشعار، پیوند عاطفی مستحکم حافظ با شاه منصور که نموداری از پیوند عموم مردم با وی بوده، آشکار است، به‌ویژه این‌که مردم، در چهرهٔ شاه منصور، متحدکنندهٔ ایران و اخراج‌کنندهٔ مغولان و سرکوبگر تیمور را می‌دیدند. اما این آرزوها با کشته شدن شاه منصور در جنگی نابرابر در مقابل تیمور، نابود شد.